# Balkonreden

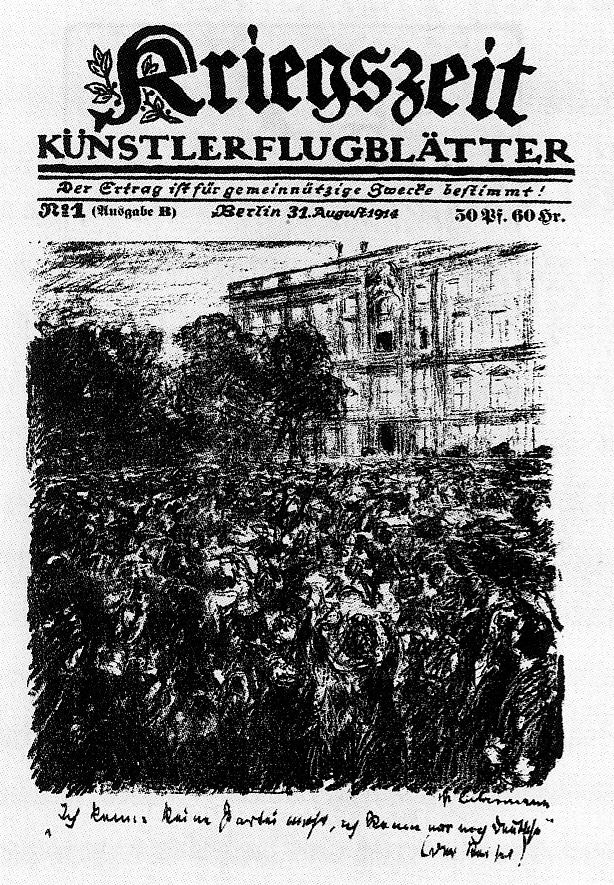
Ein Künstlerflugblatt Max Liebermanns aus dem August 1914 zeigt eine Volksmenge vor dem Portal V des Schlosses und zitiert Wilhelms Worte vom 4. August 1914: „Ich kenne keine Partei mehr, ich kenne nur noch Deutsche“

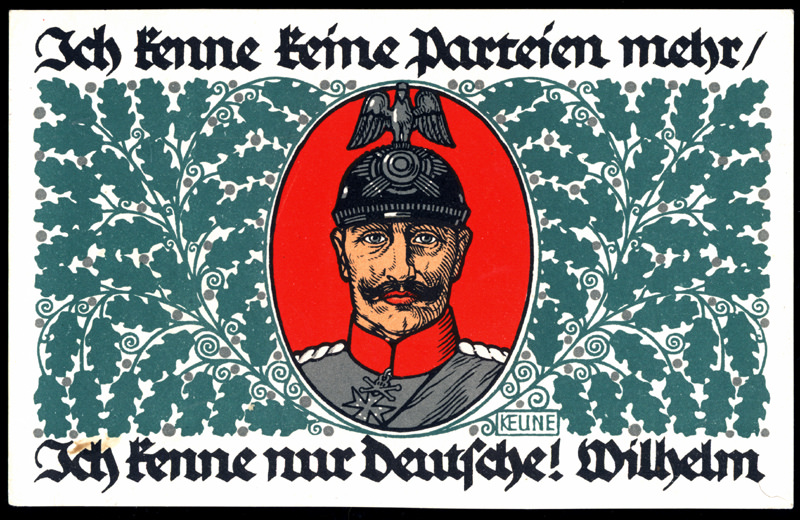
Heinz Keune, Künstler-Kriegs-Postkarte Nr. 2 von König & Ebhardt

Als Balkonreden oder Balkonansprachen bezeichnet man zwei kurze Reden, die der deutsche Kaiser Wilhelm II. am 31. Juli (1. Balkonrede) und am 1. August (2. Balkonrede) 1914 vom Berliner Schloss aus an große Volksmengen im Lustgarten hielt.
Die Reden fanden in den letzten Tagen der Julikrise unmittelbar vor Ausbruch des Ersten Weltkrieges statt, nachdem Österreich-Ungarn mit der symbolischen Beschießung von Belgrad am 29. Juli bereits einen Krieg mit Serbien begonnen hatte und ein Krieg mit Russland unmittelbar bevorstand. Der Kaiser teilte der Bevölkerung mit, wie die Lage Deutschlands angesichts der Eskalation der Ereignisse zu bewerten sei, forderte die Deutschen zu Geschlossenheit, Opferbereitschaft und Gefolgschaft auf und drohte den Feinden Deutschlands mit dem „Schwert“.

## Erste Balkonrede
Die erste Balkonrede hielt Wilhelm am 31. Juli auf dem Balkon des Portals V. Hintergrund war die russische Generalmobilmachung am Vortag. Wilhelm eröffnete dem Volk eine „schwere Stunde“: „Neider überall zwingen uns zu gerechter Verteidigung“, weshalb sich das deutsche Volk mit dem „Schwert in der Hand“ wehren müsse, sofern es ihm nicht gelänge, die „Gegner in letzter Minute zum Einsehen“ zu bringen. Er empfahl seinen Untertanen, in die Kirche zu gehen und für den Erhalt des Friedens und für „unser braves Heer“ zu beten, und erklärte, ein „Reizen Deutschlands“ und ein Angriff auf das Deutsche Reich werde seine Gegner teuer zu stehen kommen.

## Zweite Balkonrede
Die zweite Balkonrede hielt Wilhelm am Abend des 1. August 1914 herab vom großen Fenster des Säulensaals über dem Portal IV. Anlass war die deutsche Kriegserklärung an Russland, nachdem dieses der ultimativ gestellten deutschen Aufforderung zur Rücknahme seiner Generalmobilmachung nicht nachgekommen war. Es war die erste Kriegsrede des Kaisers im Ersten Weltkrieg. In ihr griff der Kaiser seine pathetisch-bildreiche Diktion vom Vortag wieder auf und dankte den Versammelten für ihre „Liebe und Treue“ in den Tagen der diplomatischen Krise. Angesichts der kriegerischen Verwicklung mit dem Ausland beschwor er die nationale Einheit und gewährte seinen innenpolitischen Gegnern (d. h. der Sozialdemokratie) in einer generösen rhetorischen Geste „Vergebung“ für ihre Angriffe in der Vergangenheit. Schließlich gelobte er in feierlicher Gebärde, er kenne „keine Parteien und auch keine Konfessionen mehr“, stattdessen seien „wir [...] heute alle deutsche Brüder und nur noch deutsche Brüder“. Diese Formel griff er in abgewandelter Form am 4. August 1914 in seiner Reichstagsansprache auf, in der er verkündete: „Ich kenne keine Parteien mehr, Ich kenne nur Deutsche“. Zuletzt machte der Kaiser erneut eine Anleihe bei der Sprache des Rittertums, um seiner Hoffnung „zu Gott“ Ausdruck zu verleihen, „daß unser gutes deutsches Schwert siegreich aus diesem schweren Kampfe hervorgeht“, wenn der Nachbar es nicht anders wolle und Deutschland keinen Frieden gönne.

## Weitere Ansprachen
Den Balkonreden folgte am 4. August die Ansprache des Kaisers zur Eröffnung des (mit Verordnung vom 2. August 1914 einberufenen) Reichstages im Weißen Saal des Schlosses vor den dort versammelten Abgeordneten. In einem persönlichen Nachsatz zu der vom Reichskanzler Theobald von Bethmann Hollweg vorformulierten Thronrede nahm Wilhelm II. nochmals auf die Worte seiner Balkonrede vom 1. August Bezug und wiederholte den Aufruf an die Parteien zum Burgfrieden: Er verlange die Entschlossenheit, Parteien-, Stammes- und Konfessionsunterschiede hinter sich zu lassen und „durchzuhalten mit Mir durch dick und dünn“. Anschließend ließ er sich von den Parteiführern treue Gefolgschaft und Verzicht auf Parteienstreit während des Krieges in die Hand geloben.
Die letzte Rede Wilhelms zum Kriegsbeginn mit dem Titel „An das deutsche Volk!“ entstand in schriftlicher Form und wurde am 6. August 1914 im Reichsanzeiger veröffentlicht. Im Januar 1918 wiederholte Wilhelm die Ansprache für eine Schallplattenaufnahme. Aus diesem Aufruf (also nicht, wie manchmal fälschlich angenommen, aus einer der eigentlichen Balkonreden) stammt der bekannte Ausspruch Kaiser Wilhelms II. zum Kriegsausbruch: „Es muß denn das Schwert nun entscheiden. Mitten im Frieden überfällt uns der Feind. Darum auf! zu den Waffen!“

## Nachleben
Mit der zweiten Balkonrede hatte der Kaiser die Burgfriedenspolitik eingeleitet, welche die deutsche Innenpolitik im Krieg bestimmen sollte. Dies ließ den Ort, an dem er sie hielt, zu einem Symbol werden. Als der Burgfriede in der Novemberrevolution endgültig zerbrach, wählte der Führer des radikalen Spartakusbundes, Karl Liebknecht, am 9. November 1918 das Portal IV zum Ort der Verkündung der „freien sozialistischen Republik Deutschland“. In Erinnerung an das aus ihrer Sicht traditionsstiftende Ereignis ließ es 1951 die in Ost-Berlin herrschende Sozialistische Einheitspartei Deutschlands (SED) bei der Sprengung des Schlosses verschonen, einlagern und 1963 in das Staatsratsgebäude der DDR als „Liebknechtportal“ einfügen. Mit dem Wiederaufbau des Berliner Schlosses als Humboldt-Forum ist der Schauplatz der Balkonreden wiedererstanden. Das Portal IV ist seither dort als Kopie, 200 Meter entfernt aber im Original vorhanden.